# Motif contre occasion
Motif contre occasion ou Mobile contre occasion (Motive vs Opportunity) est une nouvelle policière d'Agatha Christie mettant en scène Miss Marple.
Initialement publiée en avril 1928 dans la revue The Royal Magazine au Royaume-Uni, cette nouvelle a été reprise en recueil en 1932 dans The Thirteen Problems au Royaume-Uni. Elle a été publiée pour la première fois en France dans le recueil Le Club du Mardi continue en 1966.

## Résumé
- Mise en place de l'intrigue

- Révélations de Miss Marple

## Personnages

### Le Club du Mardi
- Miss Marple
- Raymond West : écrivain et neveu de Miss Marple
- Joyce Lemprière , une jeune artiste
- Sir Henry Clithering : ex-commissaire de Scotland Yard
- Dr Pender : pasteur
- M. Petherick : avocat

### Protagonistes du mystère
- M. Petherick : narrateur et avocat de Simon Clode
- Simon Clode : un vieil homme très riche ; oncle de George, Grace et Mary
- George Clode : l'aîné de ses neveux
- Grace Clode : sa nièce
- Mary Clode : sa plus jeune nièce
- Philip Garrod : l'époux de Grâce
- Mme Eurydice Spragg : une medium américaine
- M. Absalom Spragg : son époux
- M. Longman : un savant
- Emma Grant : la gouvernante
- Lucy David : la cuisinière

## Publications
Avant la publication dans un recueil, la nouvelle avait fait l'objet de publications dans des revues :
- en avril 1928, au Royaume-Uni, dans le no 354 de la revue The Royal Magazine[1] ;
- le 30 juin 1928, aux États-Unis, sous le titre « Where's the Catch? », dans le no 3 (vol. 102) de la revue Detective Story Magazine[1] ;
- en mars 1966, aux États-Unis, dans le no 268 (no 3, vol. 47) de la revue Ellery Queen's Mystery Magazine[2].

La nouvelle a ensuite fait partie de nombreux recueils :
- en 1932, au Royaume-Uni, dans The Thirteen Problems[1] (avec 12 autres nouvelles) ;
- en 1933, aux États-Unis, dans The Tuesday Club Murders[1] (adaptation du recueil de 1932) ;
- en 1966, en France, dans Le Club du Mardi continue (avec 6 autres nouvelles) ;
- en 1991, en France, dans Miss Marple au Club du Mardi (fusion des deux recueils Miss Marple au Club du Mardi et Le Club du Mardi continue, reprenant les 13 nouvelles du recueil britannique de 1932).